# César Castellanos Madrid
César Armando Castellanos Madrid (Tegucigalpa, M.D.C., 1 de noviembre de 1947 - 1 de noviembre de 1998), conocido en el ámbito político como El Gordito Trabajador, fue un médico, cirujano y político hondureño. Egresado de la Universidad Nacional Autónoma de Honduras. Hasta el año 1998 estuvo casado con Vilma Antonieta Reyes Escalante, quien después de su muerte tomó el cargo como Alcaldesa de Tegucigalpa y Comayagüela.
En las Elecciones generales de Honduras de 1997 fue elegido como alcalde del Distrito Central de Honduras. Inició su cargo en el año 1998, pero el 1 de noviembre de 1998, mientras se transportaba en su helicóptero observando los daños causados en Tegucigalpa por el Huracán Mitch, el piloto del helicóptero perdió el control y se estrelló en un cableado eléctrico del Bulevar Fuerzas Armadas de la ciudad capital Tegucigalpa. Todos los tripulantes del helicóptero murieron calcinados. Después de su muerte, Vilma Reyes Escalante tomó el cargo como alcaldesa.
- Fue miembro activo del Partido Nacional de Honduras.
- Presidente del Colegio Médico de Honduras
- Ministro de la Secretaría de Estado en el Despacho de Salud Pública durante el gobierno del presidente Rafael Leonardo Callejas.

## Biografía
Nació en Tegucigalpa, M.D.C., el 1 de noviembre de 1947, su madre Mercedes Madrid de Castellanos es originaria del municipio de Dolores en el departamento de Copán.

## Carrera política
En las Elecciones generales presidenciales de 1989 el candidato ganador fue el capitalino licenciado Rafael Leonardo Callejas, quien en su nómina de gabinete de gobierno, lleva como Ministro de Salud Pública al doctor Castellanos Madrid, quien releva al doctor Rubén Villeda Bermúdez, para el periodo 1990 a 1994.  

### Elecciones de 1997
En 1997, César Castellanos Madrid apareció en la palestra política como el candidato a alcalde por el Partido Nacional de Honduras, ganando en enero de 1998 las elecciones que lo llevaron a ocupar el cargo de alcalde del Distrito Central. Por el Partido Liberal de Honduras su contrincante fue el periodista Herman Allan Padgett, quien perdió el proceso frente a César Castellanos Madrid.

## Muerte
Murió en Tegucigalpa, el 1 de noviembre de 1998 a los 51 años de edad, en un trágico accidente aéreo, ya que el helicóptero en el que se conducía, con el objetivo de supervisar en la ciudad de Comayagüela, los daños ocasionados por el Huracán Mitch, se vino abajo y se estrelló en el Bulevar de las Fuerzas Armadas. Castellanos, se conducía en la aeronave con otras tres personas; un ingeniero, el piloto y un camarógrafo; no hubo sobrevivientes. En la mayoría de las colonias capitalinas, se suspendió el servicio eléctrico, así que, la noticia se supo vía radio. 
Después de su muerte, Vilma Antonieta Reyes Escalante, quien era esposa de César Castellanos Madrid, tomó el cargo como alcaldesa del Distrito Central, quien posteriormente fue sucedida por Miguel Pastor.